# Anibal Samuel Matellán
Aníbal Samuel Matellán (General Villegas, 8 de maig de 1977) és un exfutbolista professional argentí, que ocupava la posició de defensa.

## Trajectòria
Comença la seua carrera al Boca Juniors, on guanyaria diversos títols sota la direcció de Carlos Bianchi. Hi romandria cinc anys al club de Buenos Aires abans de donar el salt a l'equip alemany del FC Schalke 04, on s'imposa a la Copa Pokal del 2002.
El 2005 retorna al Boca Juniors, tot continuant el seguit de triomfs i títols de la dècada dels 90. De nou al continent europeu, entre 2005 i 2007 recala en dos modestos clubs de la primera divisió espanyola, el Getafe CF i el Nàstic de Tarragona. Finalitzada la campanya 06/07 retorna a l'Argentina per militar a l'Arsenal de Sarandí. Amb aquest conjunt s'hi imposa a la Copa Sudamericana del 2007, en la qual Matellán marcaria en el partit d'anada de la final, davant Club América.

## Palmarès
- Primera divisió argentina: Apertura 1998, Clausura 1999, Apertura 2000
- Copa Libertadores: 2000, 2001
- Copa Intercontinental: 2001
- Copa Pokal: 2002
- Copa Sudamericana: 2004, 2007